# Halothamnus iranicus
Halothamnus iranicus ist eine Pflanzenart der Gattung Halothamnus aus der Familie der Fuchsschwanzgewächse (Amaranthaceae).

## Merkmale
Halothamnus iranicus ist ein bis 45 cm hoher und 100 cm breiter Halbstrauch mit blaugrünen Zweigen, der unangenehm nach ranziger Butter riecht. Die Blätter sind linealisch bis dreieckig-eiförmig und bis 11 mm lang. Die Blüten stehen in 2-5 mm Abstand an den Zweigen und sind mit 3,2-4,2 mm länger als ihr Tragblatt und ihre Vorblätter, ihre Tepalen sind schmal-eiförmig. Die Narben sind an der Spitze zugespitzt. Die geflügelte Frucht erreicht 7-11 mm Durchmesser, ihre Flügel setzen auf 1/3 der Fruchthöhe an. Der Fruchttubus ist nahezu zylindrisch, an der Basis mit schmalem scharfkantigem Wall und kleinen eiförmigen Gruben.

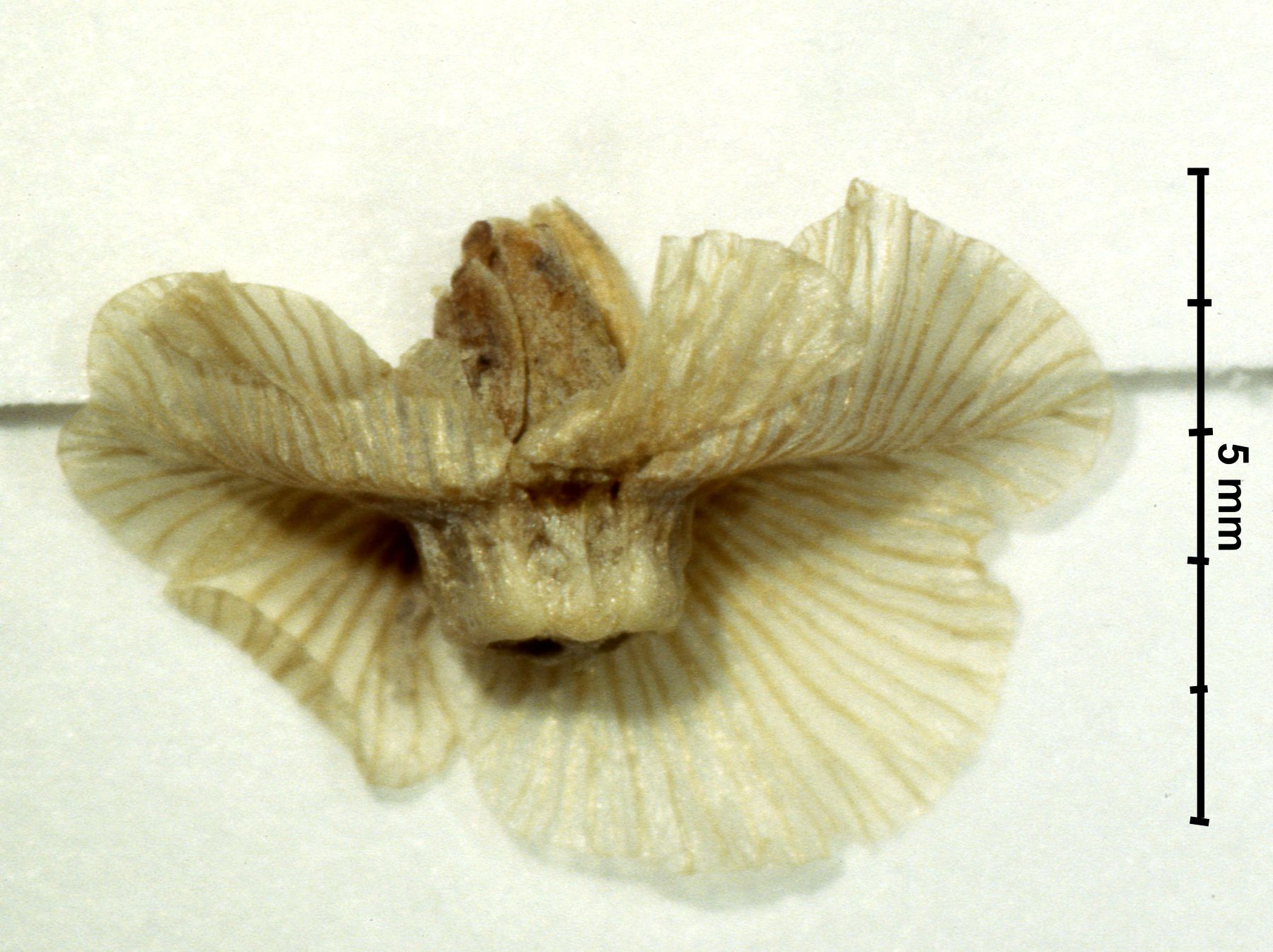
Frucht (Seitenansicht)
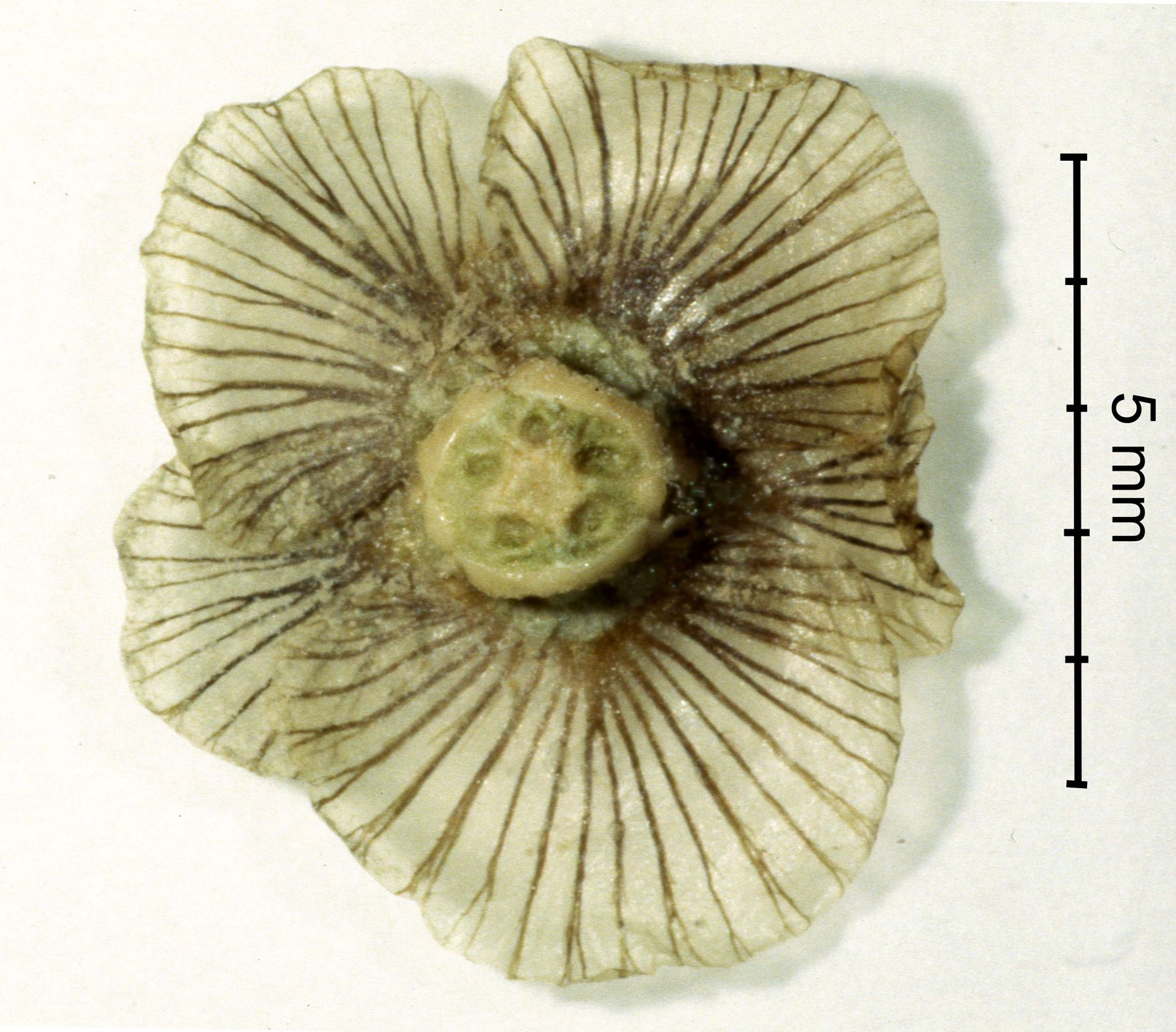
Frucht (Unterseite)

## Vorkommen
Halothamnus iranicus ist endemisch im südlichen Iran und im südwestlichen Pakistan (Belutschistan). Er wächst in frostfreien Halbwüsten auf felsigen, steinigen, teilweise auch salzreichen Standorten von 0 bis 930 m Meereshöhe.

## Taxonomie
Die Erstbeschreibung von Halothamnus iranicus Botsch. erfolgte 1981 durch Wiktor Petrowitsch Botschanzew.